# Echinopsis hammerschmidii
Echinopsis hammerschmidii ist eine Pflanzenart aus der Gattung Echinopsis in der Familie der Kakteengewächse (Cactaceae). Das Artepitheton hammerschmidii ehrt den deutschen Franziskaner Lorenz Justinian Hammerschmid (1914–1970).

## Beschreibung
Echinopsis hammerschmidii wächst einzeln oder bildet Gruppen. Die kugelförmigen bis kurz zylindrischen, dunkelgrünen Triebe erreichen bei Durchmessern von 7 bis 9 Zentimetern Wuchshöhen von 6 bis 10 Zentimeter. Der Triebscheitel ist leicht niedergedrückt. Es sind etwa 15 scharfkantige, bis zu 1,5 Zentimeter hohe Rippen vorhanden, die gekerbt sind. Die auf ihnen befindlichen kreisrunden, grauen Areolen stehen bis zu 1 Zentimeter voneinander entfernt. Aus ihnen entspringen dunkelgraue, nadelige Dornen, die an ihrer Basis verdickt sind. Der einzelne, waagerecht abstehende Mitteldorn ist 1,5 bis 2 Zentimeter lang. Die acht bis neun leicht ungleichen Randdornen sind weisen eine Länge von 0,6 bis 1,2 Zentimeter auf.
Die schmal trichterförmigen, lang röhrigen, weißen Blüten öffnen sich in der Nacht. Sie sind bis zu 18 Zentimeter lang und besitzen einen Durchmesser von 7 Zentimetern. Die kugelförmigen bis ellipsoiden, dunkelgrünen Früchte reißen auf.

## Verbreitung und Systematik
Echinopsis hammerschmidii ist im bolivianischen Departamento Santa Cruz im Tiefland um 600 Meter verbreitet.
Die Erstbeschreibung durch Martín Cárdenas wurde 1956 veröffentlicht.

## Nachweise